# RCDE Stadium
L'RCDE Stadium, anche noto come stadio Cornellà-El Prat e Corneprat, è uno stadio di calcio dell'area metropolitana di Barcellona, in Spagna. 
Con una capienza di 40 000 è il decimo stadio più grande della Spagna e il terzo della Catalogna.

## Storia
Nel 2002 il club ha acquisito il terreno dove si trova lo stadio – un terreno di 18,2 ha, di cui 3,6 ha adibiti ad uso sportivo – per la cifra di 360 mila euro e l'1,9% del capitale sociale del club (150 mila euro), situato per la maggior parte nel comune di El Prat. Il 9 maggio 2003 è stata posata la prima pietra dello stadio, ma l'inizio dei lavori è avvenuto solo il 30 novembre 2005. Dopo tre anni e mezzo di lavori, con un costo stimato di 100 milioni di euro, il 5 giugno 2009 è avvenuto il simbolico atto di consegna delle chiavi alla società.
La partita inaugurale dell'Estadio Cornellà-El Prat, così denominato perché situato alla giunzione dei territori dei due comuni di Cornellà de Llobregat ed El Prat, fu disputata il 2 agosto 2009 e vide il successo dei padroni di casa dell'Espanyol sul Liverpool per 3-0.
| Arbitro: | Estrada Fernández |

|                               |           |  |
| García 20’ Ben Sahar 62’, 87’ | Marcatori |  |

In questa partita Daniel Jarque giocò la sua prima partita da capitano, che alla fine fu anche l'ultima, visto che il calciatore morì l'8 agosto successivo durante il ritiro estivo della sua squadra a Firenze, in Italia. In suo onore, dall'aprile 2010 la porta 21 dello stadio è stata ufficialmente ribattezzata puerta Dani Jarque. Il 21 gennaio 2012, su quella stessa porta è stata inaugurata una scultura in sua memoria.
Nel giugno 2010 l'impianto ha ricevuto il prestigioso Stadium Business Award, che lo ha riconosciuto come miglior stadio del mondo nel 2010.
Nel giugno 2014, l'Espanyol ha annunciato che lo stadio avrebbe adottato il nome di Power8 Stadium, dopo aver raggiunto un accordo per assegnare i diritti di denominazione della sede e un serie di asset commerciali per le successive sette stagioni, in cambio di 5,5 milioni di euro all'anno.
Nel maggio 2015 è stato reso pubblico che centinaia di investitori cinesi e taiwanesi avevano accusato Power8 di utilizzare uno schema piramidale e nell'ottobre dello stesso anno la società è entrata in liquidazione. Il 29 dicembre 2015 l'Espanyol emise un comunicato in cui rescindeva il contratto di sponsorizzazione con Power8 e annunciava che, in attesa di trovare un nuovo sponsor, lo stadio sarebbe stato ribattezzato RCDE Stadium.
Il 12 giugno 2023, l'Espanyol e la società nordamericana Stage Front hanno raggiunto un accordo di sponsorizzazione per il diritto di denominazione dello stadio, ribattezzato per l'occasione in Stage Front Stadium.

## Caratteristiche
- Stadio da 4 stelle UEFA.
- Capacità di 40 500 spettatori.
- Parcheggio interno di 3 278 posti.
- Centro commerciale interno allo stadio.
- Stadio costruito con criteri di risparmio energetico.
- Moduli fotovoltaici sulla copertura, con una produzione di 1 113 000 W.
- Stadio edificato in uno spazio di 36 000 m².
- Cimitero per soci della società.
- Costruzione totalmente accessibile per persone invalide.

### L'uso di energie rinnovabili
Lo stadio è uno dei primi in Europa a utilizzare energie rinnovabili. Utilizzando tecnologie all'avanguardia per ridurre i consumi di acqua ed elettricità, l'energia solare in eccesso raccolta dai moduli fotovoltaici sarà rivenduta attraverso la linea elettrica tradizionale mentre i pannelli solari termici serviranno per il riscaldamento dell'acqua. I guadagni previsti dalla società sono di circa 600 000 euro all'anno.